# Asota woodfordi
Asota woodfordi är en fjärilsart som beskrevs av Druce 1888. Asota woodfordi ingår i släktet Asota och familjen nattflyn. Inga underarter finns listade i Catalogue of Life.